# A Dűne
A Dűne Frank Herbert nagysikerű sci-fi sorozatának első kötete (más besorolás szerint „science fantasy”), melyet alaposan átszőnek politikai, szociológiai és ökológiai szálak. 1965-ben jelent meg, és további folytatások követték. A könyv elnyerte a Nebula-díjat a legjobb regény kategóriában, és Roger Zelaznyvel megosztva a Hugót is.

## Tartalom
Az ismert világegyetemet a Corrino-ház feje, IV. Shaddam, a Padisah Császár kormányozza. Az űrkorszak feudális jellegű birodalmának, az Impériumnak hatalmi egyensúlya három pilléren nyugszik.
- Az első a nemesek tanácsa, a Landsraad, amelynek feje a császár.
- A második a névleg semleges Űrliga, amelynek monopóliuma az űrutazás, és így a kereskedelem felett is bábáskodik.
- A harmadik az ősi Bene Gesserit rend.

A császár kissé tart a megerősödött Atreides-háztól, ezért cselt eszel ki, hogy elpusztítsa őket. Megbízza őket az ismert világegyetem legfontosabb bolygójának, az Arrakisnak felügyeletével, amelyet sivatag borít, ezért Dűnének is becézik. A Dűne egyetlen értéke a homokon termő fűszer, amely meghosszabbítja használójának életét és rövidtávú jövőbelátást biztosít, ezért nélkülözhetetlen a csillagközi űrhajózáshoz a navigátorok számára. A fűszer nagy mennyiségű és tartós fogyasztása megváltoztatja használója fiziológiáját is.
Leto Atreides herceg sejti, hogy csapdába küldték, ezért szövetségeseket keres a bolygó bennszülöttei, a fremenek közül. Letónak azonban nincs ideje megszilárdítani hatalmát az Arrakison, mert megtámadják a Harkonnenek, a bolygó korábbi hűbérurai, az Atreidesek ellenségei, a császári Sardaukar csapatokkal összefogva. Csak a herceg ágyasa, Lady Jessica és közös fiuk, Paul tud elmenekülni a támadásból, valamint az Atreidesek három fő bizalmi embere. Duncan Idaho életét veszti, miközben a trónörököst védi, Gurney Halleck beáll a fűszercsempészek közé, hogy kivárja a bosszú pillanatát, Thufir Hawat pedig kényszer hatására a Harkonnenek szolgálatába szegődik.
Paul és Jessica a sivataglakó fremenek között talál menedéket. Beilleszkedésük nem könnyű, de segíti őket egy legenda, mely egy messiásról, a Kwisatz Haderachról („Az út lerövidítése”) szól, aki megszabadítja a fremeneket az elnyomástól, és győzelemre vezeti őket. Ez a prófécia éppen ráillik Paulra, akinek jövőbelátó képessége a nagymértékű fűszerfogyasztás hatására kiteljesedik, ráadásul apjától, és nevelőitől megtanulta a hadvezetés tudományát, mestere a kardvívásnak és a harcművészeteknek. Jessica alapos kiképzést kapott a Bene Gesserittől, egy kizárólag nőkből álló társaságtól, akik tökélyre fejlesztették a test izmai feletti uralmat, érzékeiket pedig a fűszer élesítette ki, és az úgynevezett belső átváltoztatás átélése után nőnemű felmenőik genetikai emlékeihez is hozzáférnek. Ezen képességekkel felruházva Jessica könnyen válik a fremen vallás főpapnőjévé, azaz Sayyaddina (Tisztelendő Anya) lesz belőle.
Paul és Jessica a fremenek és Gurney Halleck segítségével pár év alatt erős hadsereget formál a fremenekből, majd a császárt a bolygóra csalva lerohanja a Sardaukarokat és a Harkonnen-csapatokat. Paul a fűszer felett gyakorolt hatalmát kihasználva megzsarolja az Űrligát, hogy elpusztítja a fűszert, ha nem engedelmeskednek neki. Bár a Ligának kizárólagos űrszállítási monopóliuma van, a fűszer nélkül navigátoraik nem látnak a jövőbe, így nem tudnák kiválasztani a sebesen száguldó hajó számára a legbiztonságosabb útvonalat. A Liga behódol Paulnak, így a császár patthelyzetbe kerül, mert Paul engedélye nélkül sehová sem utazhat, így végül lemond a trónról Paul javára, aki érdekházasságra lép az egyik lányával, Irulan hercegnővel.

## A Dűne-regényciklus részei
Frank Herbert A Dűne sikere után folytatta regényét, amely aztán lassan egy komoly és összetett regényciklussá nőtte ki magát. Mielőtt azonban befejezhette volna a regényfolyamot, az író 1986-ban meghalt. A rajongók részéről megvolt az igény a ciklus lezárására, de a történet összetettsége miatt ez nem tűnt lehetségesnek úgy, hogy az Frank Herbert „örökségének” megfeleljen.
A várt befejezést végül a szerző fia, Brian Herbert és Kevin J. Anderson készítette el az író hátrahagyott jegyzetei alapján, halála után csaknem egy évtizeddel. Ezek segítségével a páros számos további, a Dűne-világában játszódó regényt írt.

## Adaptációk

### 1984-es mozifilm
A Dűnét először A majmok bolygója producere, Arthur P. Jacobs szerette volna filmre vinni. A jogokat pár év huzavona után eladta egy európai konzorciumnak, akik Alejandro Jodorowskyt kérték fel rendezőnek. Neki is látott az előkészületeknek, és stábjában olyan hírességek tűntek volna fel, mint Salvador Dalí IV. Padishah Shaddam császár szerepében, vagy Orson Welles Harkonnen báróként. A látványterveket H. R. Giger készítette volna, akit később az Alien filmek látványtervezőjeként ismert meg a világ. A jelmezeket Moebius (Szárnyas fejvadász, A mélység titka, Tron, Az ötödik elem) tervezte volna, és az effektekért Dan O'Bannon lett volna felelős, aki később megírta az Alien forgatókönyvét. Az űrhajókhoz Chris Foss készített terveket, a film zenéjéhez pedig a Pink Floydot kérték fel.
1980-ban Dino De Laurentiishez kerültek a jogok, és minden a feje tetejére állt. Először  Ridley Scottot, majd később David Lynchet kérte fel a film megrendezésére. Az 1984-es Dűne mozifilm végül Lynch vezénylete alatt készült el.
A film megítélése kapcsán erősen megoszlanak a vélemények. A kritikák két véglet, a „borzalmasan rossz” és a „lenyűgözően briliáns” között váltakoznak, olykor összekapcsolódva. Egyesek egyenesen ocsmánynak nevezték az alkotás látványvilágát, mások dicsérték annak egyedi, szürreális stílusát és hangvételét. Az atmoszférateremtő zenét a Toto zenekar készítette. A színészek tökéletesek, mégis, úgy tűnik, Lynch nem bízott meg bennük, amikor gyakran ahhoz a módszerhez folyamodott, hogy narrációként kimondatja a szereplőkkel saját gondolataikat. Ez sokak szerint zavaró és felesleges is. A regény bonyolult cselekményfonala nem fért el filmben, emiatt a könyvet nem ismerők számára bizonyos események a filmben nem világosak. A film főként Franciaországban volt sikeres.

### Tévésorozat
2000-ben újra megpróbálkoztak a könyv megfilmesítésével. John Harrison író-rendező az amerikai Sci-fi Channel gondozásában háromrészes tévésorozatot forgatott az első Dűne-könyvből. Látványban és zenében is próbáltak hűek maradni az 1984-es Lynch-féle filmhez, ugyanakkor újat is nyújtottak. Itt a karakterek és a történet mélységei dominál, és a háromszor másfél órás játékidő is lehetőséget adott arra, hogy minél több kerüljön át a könyvből a képernyőre. A gárda többnyire ismeretlen, de kiváló színészekből állt össze, köztük egy húzónévvel, William Hurttel, aki Leto Atreides herceget alakítja. A sorozat már nagyságrendekkel jobban sikerült, mint az 1984-es film, és valódi siker lett a rajongók körében. 2003-ban A Dűne messiása és A Dűne gyermekei megfilmesítésével folytatódott a sorozat.

### 2021-es mozifilm
2017 februárjában megerősítették, hogy Denis Villeneuve fogja rendezni az új adaptációt. A rendező 2018 elején úgy nyilatkozott, hogy két részletben szeretné vászonra vinni a művet. 2018 decemberében Greig Fraser operatőr csatlakozott a projekthez. A művet Eric Roth adaptált forgatókönyvéből forgatják, a zenéjét pedig Hans Zimmer szerzi. Jessica-t Rebecca Ferguson, Paul Atreides-t pedig Timothée Chalamet játssza. 2019 januárjában Dave Bautista és Stellan Skarsgård csatlakozott a produkcióhoz, előbbi Glossu Rabban, utóbbi pedig Vladimir Harkonnen báró szerepében. Ugyancsak januárban erősítették meg, hogy Gaius Helen Mohiam Tisztelendő Anya szerepét Charlotte Rampling alakítja. Jelenlegi állás szerint Oscar Isaac, mint Leto herceg lesz látható.Josh Brolin Gurney Halleck-et, Jason Momoa pedig Duncan Idaho kelti életre. A forgatást Magyarországon és Jordániában 2019 februárjában kezdték el. A stáb 2020 nyarán – több hetes utóforgatásra – visszajött Magyarországra.
2020 decemberében a Warner Bros. bejelentette, hogy a film a mozibemutatóval egyidejűleg fog felkerülni az HBO Max streaming szolgáltatóra. Ezt a döntést számos kritika érte a film alkotóitól, mivel a döntésről ők is utólag értesültek. A filmet először a Velencei Nemzetközi Filmfesztiválon mutatták be 2021. szeptember 3-án. A tervezett 2020-as bemutatót a Covid-19 járványhelyzet miatt egy évvel elhalasztották, így a nemzetközi premierek 2021. szeptember 15-től kezdődtek meg, először azokban a régiókban, ahol a HBO Max szolgáltatás nem volt elérhető. Magyarországon 2021. október 21-én volt a mozipremier, az Egyesült Államokban pedig 2021. október 22-én a mozibemutatóval együtt került fel a film a HBO Max streaming szolgáltatásába. 

## Magyarul
Bővebben lásd a magyar nyelvű kiadások jegyzékét.